# Pustka KBC
Pustka KBC, pustka Keenana-Barger-Cowiego – duża pustka nazwana na cześć trzech astronomów – Ryana Keenana, Amy Barger i Lennoxa Cowie, którzy badali ją w 2013 roku. Istnienie lokalnej tzw. Lokalnej Dziury było obiektem wielu badań, sięgających lat 90. XX wieku.
Lokalna dziura ma w przybliżeniu kształt sferyczny, a jej średnica to ok. 2 miliardy lat świetlnych (600 megaparseków). Tak jak inne „kosmiczne pustki", nie jest całkowicie pusta, ponieważ zawiera Drogę Mleczną, Grupę Lokalną Galaktyk oraz dużą część supergromady Laniakea. Droga Mleczna znajduje się kilkaset tysięcy lat świetlnych od centrum pustki.
Występowanie superpustek zostało ukazane jako zgodne z Modelem Lambda-CDM. Galaktyki wewnątrz "pustki" doświadczają przyciągania grawitacyjnego z zewnątrz i podporządkowują się lokalnej wartości Prawa Hubble’a, które opisuje prędkość rozszerzania się Wszechświata. Niektórzy twórcy zadeklarowali tę strukturę jako rozbieżność między pomiarami stałej Hubble'a, używając galaktycznej supernowej i Cefeid karłowatych (72-75 km/s/Mpc) oraz mikrofalowego promieniowania tła, a także danych z barionowych oscylacji akustycznych (67-68 km/s/Mpc). Jednakże inne prace wykazały brak potwierdzania się tej tezy w obserwacjach, wskazując skalę podanej pod-gęstości jako niezgodną z obserwacjami, które wychodziły poza jej zakres.